# Gorgo (film)
Gorgo este un film SF cu monștri, britanic, din 1961 regizat de Eugène Lourié. În rolurile principale joacă actorii Bill Travers, William Sylvester, Vincent Winter. Filmul împrumută elemente din alte filme cu monștri, cum ar fi Godzilla și King Kong

## Prezentare
Un vas de salvare este aproape scufundat în largul coastelor irlandeze de un cutremur submarin. Câteva seri mai târziu, un monstru marin trage de bărcile de pescuit și intră în oraș. Nava de salvare îl capturează pe Gorgo și-l duce la Londra pentru a fi arătat oamenilor. Mama lui Gorgo, foarte supărată, se duce la Londra pe urmele acestuia, distrugând totul în calea ei.

## Actori
- Bill Travers este Joe Ryan
- William Sylvester este Sam Slade
- Vincent Winter este Sean
- Christopher Rhodes este McCartin
- Joseph O'Conor este Professor Hendricks
- Bruce Seton este Professor Flaherty
- Martin Benson este Mr. Dorkin
- Maurice Kaufmann este Radio Reporter
- Basil Dignam este Admiral Brooks
- Mick Dillon este Gorgo